# Geopark Det Sydfynske Øhav
Geopark Det Sydfynske Øhav er et naturområde der omfatter den sydlige del af Fyn og det sydfynske øhav. Områdets landskaber er formet af gletsjere og smeltevandsfloder under istiderne. Efter sidste istid er den sydlige del af området i løbet af Stenalderen blevet oversvømmet af havet, men havbunden fremviser stadig mange bopladser fra den tid. Geoparken fremviser 46 lokaliteter, som er eksempler på forskelligartede landskaber dannet under og efter istiderne.
Geopark Det Sydfynske Øhav blev 27. marts 2024 udnævnt til UNESCO Global Geopark ved UNESCO Executive Board’s forårsmøde i Paris.

## Historie
Geoparken blev etableret i efteråret 2018 i et samarbejde mellem Naturturisme I/S og fire sydfynske kommuner, med det formål at blive anerkendt som UNESCO Global Geopark. Ansøgning herom forventes indsendt i slutningen af 2020.